# Sängerschaft zu St. Pauli Jena
Die Sängerschaft zu St. Pauli in Jena ist eine farbentragende, musische Studentenverbindung in Jena. Die Sängerschaft ist Mitglied der Deutschen Sängerschaft.

## Couleur
Die Sängerschaft trägt die Farben „hellblau-weiß-dunkelblau“ mit silberner Perkussion nach Jenenser Lesart von unten nach oben gelesen. Es wird eine weiße Mütze im kleinen Tellerformat getragen, die die Farben in einem Stirnband enthält. Bei Aktiven ist die Mütze als Zeichen des Freundschaftsverhältnisses mit der vertagten Sängerschaft Holsatia Hamburg mit einer blau-weiß-roten Gösch versehen.
Füxe, also Neumitglieder der Verbindung, tragen die Farben „weiß-dunkelblau-weiß“ mit silberner Perkussion. Je nach Mitglied werden Tönnchen oder Cerevis in den Bundesfarben mit der jeweiligen Bestickung getragen. Ebenfalls ist es Tradition, dass auch Bierzipfel in den Bundesfarben getragen werden.
Der Wahlspruch der Sängerschaft lautet „Goldenes Leben im Gesang!“

## Zirkel
Wie alle anderen Studentenverbindungen hat auch die Sängerschaft zu St. Pauli in Jena einen Zirkel. Dieser hat aufgrund seiner Entstehungsgeschichte allerdings keine klare Bedeutung und kann auf verschiedenste Weisen gedeutet und interpretiert werden. Früher war es durchaus Tradition den Namen seiner Verbindung in den Zirkel zu integrieren. Im Falle der Sängerschaft zu St. Pauli in Jena wäre der ursprüngliche Name "Studentischer Gesangsverein der Pauliner (St. G. v. P.)". Zerlegt man den Zirkel in seine einzelnen Bestandteile, lassen sich auch genau diese Buchstaben wiederfinden. Zudem findet man, wie früher üblich, ein "!" hinter dem Monogramm, welches für "in aeternum", also lat. für auf ewig steht.  

## Geschichte

### Wurzeln
Die Wurzeln der Sängerschaft reichen zurück bis in die 1820er Jahre. Zunächst als loser Zusammenschluss trafen sich Studenten zum gemeinsamen Musizieren.
Etwa im Jahr 1828 gründeten mehrere Studenten unter der Federführung des Theologiestudenten Salomon Burkhardt einen „Akademischen Singverein“ (ASV), aus dem 1832 nach Zusammenschluss mit dem „Akademischen Musikverein“ (AMV) des Professors Ferdinand Hand der „Akademische Gesangsverein“ (AGV) hervorging. Alle diese Urformen waren „akademische Vereine“, das heißt, sie standen unter Schutz und Oberaufsicht der Universität. Nach Hands Tod 1851 verlor der Verein stark an Mitgliedern. 1857 erfolgte die erste Vertagung des Vereins.

### Neuanfang
1861 wurde der AGV vom Studenten Otto Stark und 18 weiteren Studenten neugegründet. Wiederum stellte man sich unter die Oberhoheit der Universität. Der Kurator der Universität Moritz Seebeck wurde Ehrenpräsident, der Universitätsmusikdirektor Ernst Naumann übernahm die musikalische Leitung. Der neu gegründete Verein war von Anfang an straffer gegliedert und eher an die wieder erlaubten Verbindungen angelehnt. Es bestand eine Mitgliedsversammlung, in der alle Beschlüsse getroffen wurden, die Teilnahme an Veranstaltungen des AGV wurde für Mitglieder, unter Androhung des Ausschlusses, zur Pflicht. Gleichzeitig grenzte man sich damit von den bestehenden Corps und Burschenschaften ab, deren Mitglieder zu Anfang teilweise auch Mitglied des AGV waren. Dadurch entsteht ein ausgeprägteres Selbstverständnis, welches den „Paulus“ (dieser Name wurde ab 1871 im Andenken an den Ort regelmäßiger Auftritte, die Kollegienkirche St. Pauli, getragen) in den nächsten Jahren ausmachte. In der Folge nahm der Verein erstmals Farben als Erkennungszeichen auf. Diese waren zu Anfang (etwa 1870) blau-weiß-blau, welche jedoch nur in einer blauen Mütze geführt wurden. Zudem nahm man Kontakt mit ähnlichen Zusammenschlüssen in nahe gelegenen Hochschulorten auf (AGV Paulus Lipsiensis und AGV Fridericiana Halle) und gründete mit diesen das Altenburger Kartell. Der Altherrenverband als Unterstützerverein für die aktiven Sänger entstand 1878. Ab 1881 gab er eine eigene „AH-Zeitung“ heraus. Ebenfalls in dieser Zeit begann man aktiv zu Fechten und Satisfaktion auf schwere Waffen (Säbel) zu geben. Schließlich wurde ab 1880 Vollcouleur (Band und Mütze) getragen.

### Spaltung
Nach Streitigkeiten mit anderen Jenaer Verbindungen über die Auswahl der Farben wurden diese 1881 in blau-weiß-rot geändert.
Damit einhergehend benannte man sich in „Landsmannschaft Rhenania Jena“ um und nahm das Pflichtschlagende Prinzip mit unbedingter Satisfaktion auf. Einige Mitglieder, denen dieses Prinzip nicht gefiel, traten aus dem Bund aus und gründeten einen neuen AGV der Pauliner, welcher sich selbst aber in der Tradition des gleichnamigen, zuvor bestehenden, sah.
Der Paulus, nunmehr wieder als „schwarzer“ Verein, kehrte unter den Schutz der Universität zurück. Der größere Teil der Alten Herren erklärte seine Unterstützung für den AGV.
Ab 1881 erfolgte jedoch eine zunehmende Emanzipation, welche 1885 zur Loslösung von der Universität und Umbenennung in „Studentischer Gesangsverein der Pauliner“ führte.

### Vom Verein zur Verbindung
In den folgenden Jahrzehnten bis zum beginnenden 20. Jahrhundert wandelt sich der Verein vollständig zu einer akademischen Verbindung. Die Vollcouleur in den noch heute genutzten Farben wird angelegt, eine Bundeszeitung verlegt und Kartelle gegründet (Rudelsburger Kartellverein, RKV).
1901 wird das erste eigene Haus am Forstweg 24 (ehemaliges Gasthaus „Bismarckhöhe“) angeschafft. Mit dem Zusammenschluss mehrerer Kartelle (darunter auch dem RKV) entsteht der „Chargierten Convent“, aus welchem später die „Deutsche Sängerschaft“ entsteht. Dieser gibt die Empfehlung an seine Mitglieder heraus, sich einheitlich „Sängerschaft“ zu nennen. Dieser Empfehlung folgt auch der Paulus und nennt sich ab 1906 „Sängerschaft zu St. Pauli“.
Im Jahr 1928 wird das Paulinerhaus am Forstweg umgebaut und das hundertjährige Bestehen wird gefeiert. Es erscheint die Festschrift „Hundert Jahre einer Idee und ihrer Wirklichkeit“.
Im Zuge der Machtergreifung der Nationalsozialisten wurde der Paulus zunächst „gleichgeschaltet“. Das Führerprinzip wurde eingeführt und schließlich wird man mit der ATV Gothania zur Kameradschaft „Friedrich Schiller“ zusammengeschlossen. Beide Verbindungen führen ihre Traditionen zunächst im Geheimen fort, bis schließlich im Jahr 1936 die Sängerschaft ihre Auflösung bekannt gibt. Das Korporationshaus am Forstweg 24 in Jena wurde vom Germanischen Museum der Universität Jena übernommen.

### Neuanfang im Exil
Unmittelbar nach dem Ende des Zweiten Weltkrieges gibt es erste Kontakte zwischen ehemaligen Mitgliedern. Das erste größere Treffen ehemaliger Pauliner findet 1952 in Hamburg statt. Der Altherrenverband wird neu gegründet und die Wiedereinführung des Aktivenbetriebes beschlossen.
Aufgrund der politischen Situation im Osten Deutschlands entschließt man sich für eine Fortsetzung im Exil. 1957 erfolgt der Zusammenschluss mit der ehemaligen Breslauer Sängerschaft „Burgundia“ zur „Sängerschaft zu St. Pauli Jena et Burgundia Breslau“ in Münster. Es wird beschlossen, sobald möglich in die „Heimat“ Jena zurückzukehren.

### Neuaufbau in Jena

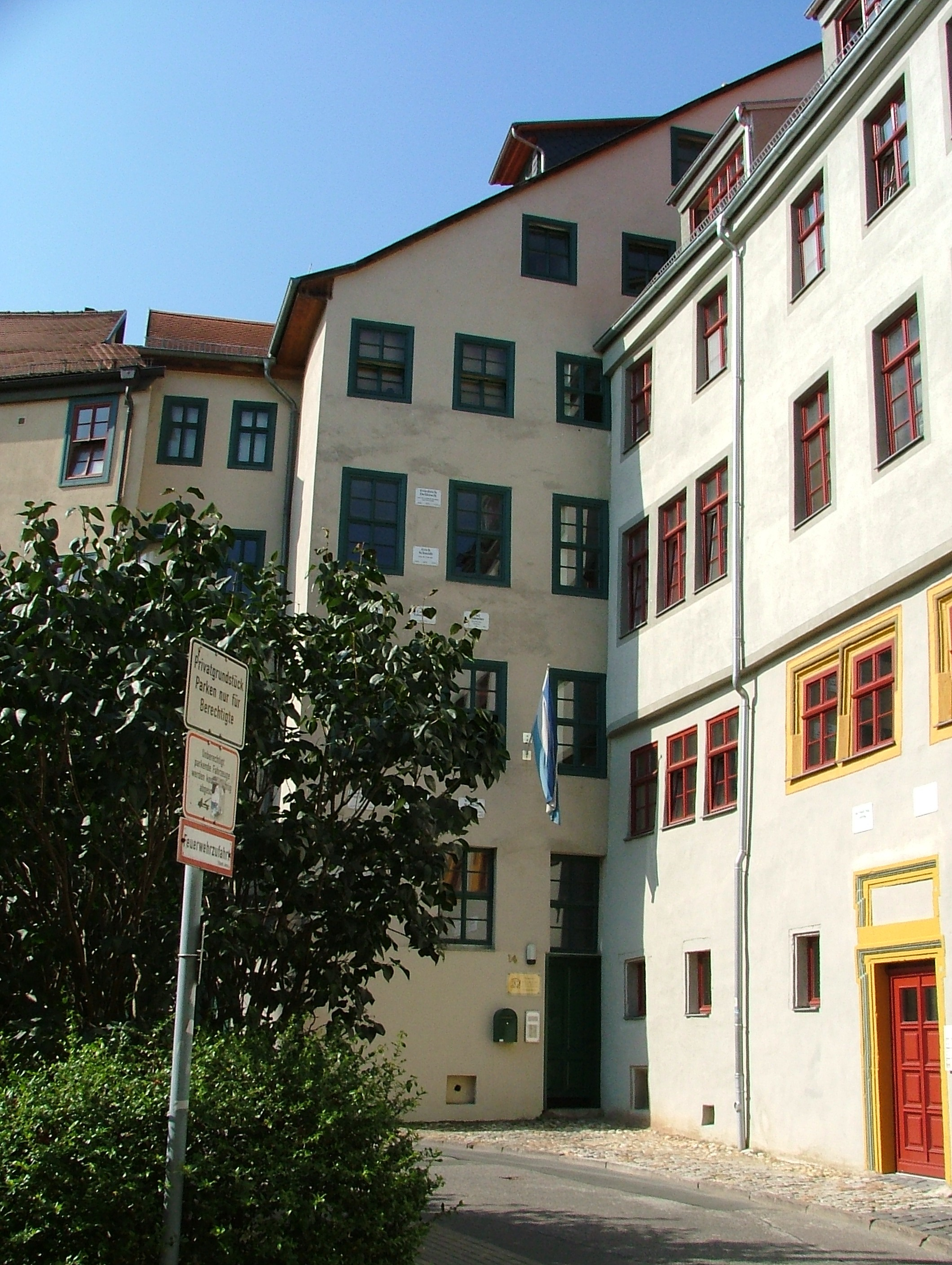
Das seit 1999 bewohnte Haus der Sängerschaft in der Jenergasse

Nach der politischen Wende im Herbst 1989 wird die Sängerschaft im Juni 1990 in Jena wieder gegründet. Unterstützt werden ortsansässige Alte Herren von einzelnen Münsteraner Paulinern. Die Sängerschaft in Münster beschließt jedoch, dort zu verbleiben.
Die Aktivitas wird 1991 wieder gegründet. Vom Dachverband „Deutsche Sängerschaft“ wird sie sofort als Vollmitglied aufgenommen. Im Jahr 1994 wird ein neues Haus in der Jenergasse 14 gekauft, nachdem zunächst erfolglos versucht wurde, das alte Paulinerheim am Forstweg zurückzuerhalten. Dieses neue Paulinerheim wurde 1999 eingeweiht. Ebenfalls 1999 übernimmt man erstmals den Vorsitz in der Deutschen Sängerschaft.
Es wurden zwei Freundschaftsverhältnisse innerhalb der Deutschen Sängerschaft geschlossen: 1999 mit der Sängerschaft Gotia et Baltia Kiel zu Göttingen und 2001 mit der Altherrenschaft der Sängerschaft Holsatia Hamburg, an deren Gründung 1919 mehrere Pauliner beteiligt waren.

## Auswärtige Beziehungen
Die auswärtigen Beziehungen der Sängerschaft basieren teilweise auf offiziellen Verträgen, teils auf in den letzten Jahren entstanden engen Verhältnissen.
Mit der Sängerschaft Gotia et Baltia Kiel zu Göttingen besteht ein 1999 geschlossenes Freundschaftsverhältnis, welches gegenseitige Besuche sowie die erleichterte Mitgliedschaft beim jeweils anderen Bund beinhaltet.
Mit dem Altherrenverband der 1995 vertagten Sängerschaft Holsatia Hamburg besteht ein 2001 geschlossener Traditions- und Freundschaftsvertrag. Dieser verpflichtet die Sängerschaft zu St. Pauli zur Traditionspflege der Holsatia und beide Verbindungen zu regelmäßigen Besuchen.
Daneben bestehen traditionell gute Beziehungen zu den relativ nahe gelegenen Sängerschaften Fridericiana Halle und Sängerschaft Franco-Palatia Bayreuth. In jüngerer Vergangenheit hat sich zwischen diesen eine Kreuzkneipe der mitteldeutschen Sängerschaften etabliert.
In Jena pflegt die Sängerschaft besonders zur 1983 gegründeten KDStV Salana Jenensis sowie zur „Wurzelverbindung“ Landsmannschaft Rhenania Jena ein engeres Verhältnis.

## Konstanten und Häuser
Erste Veranstaltungen und Proben fanden wohl in den Räumlichkeiten der Universität statt (besonders im Universitätsgebäude „Kollegienhof“). Nach der Lösung von der Universität nutzte man, wie in Jena üblich, Gasthäuser in den umliegenden Dörfern („Bierdörfer“).
In den Jahren zwischen den Weltkriegen ist das Gasthaus „Rabenvaters Weinstube“ in der Neugasse als Stammgasthaus nachgewiesen.
Nach der Wiedervereinigung traf man sich zunächst im Gasthaus „Quergasse No.1“. Dieses wird heute noch als Ort für den wöchentlichen Stammtisch genutzt. Am Gasthaus weist eine Tafel darauf hin, dass dies die „Konstante der S! Zu St. Pauli“ ist.
Bis zur Einweihung des neuen Hauses fanden zudem Veranstaltungen regelmäßig im Gasthaus „Zum Ziegenhainer“ statt.
Zu Beginn des 20. Jahrhunderts wurde das Jenaer Ausflugslokal „Bismarckhöhe“ gekauft und zum ersten eigenen Haus umgebaut. Hier fanden etwa 20 Studenten Platz, zudem gab es große Gemeinschaftsräume wie Kegelbahnen, Kneipsälen, Salons und ähnliche. Anlässlich des hundertsten Stiftungsfestes 1928 wurde das Haus um eine Rotunde sowie einen darüber liegenden Balkon erweitert.
Der für den Umbau nötige Kredit sowie die schlechte wirtschaftliche Lage in den späten 1920er Jahren führte zu einer Überschuldung der Hauseigentümergenossenschaft und schließlich 1936 zum Verkauf des Hauses an die Universität.
Nach dem Ende der DDR wurde zunächst versucht das Haus von der Universität zurückzuerhalten. Das Thüringer Landesamt zur Regelung offener Vermögensfragen entschied jedoch, dass der Verkauf nicht unter Zwang stattfand und deshalb keine Enteignung vorlag. Ein Rückkauf von der Universität war aus finanzieller Sicht nicht möglich. Zu Beginn des 21. Jahrhunderts wurde das Haus an einen privaten Investor verkauft und nun als Mehrfamilienhaus genutzt.

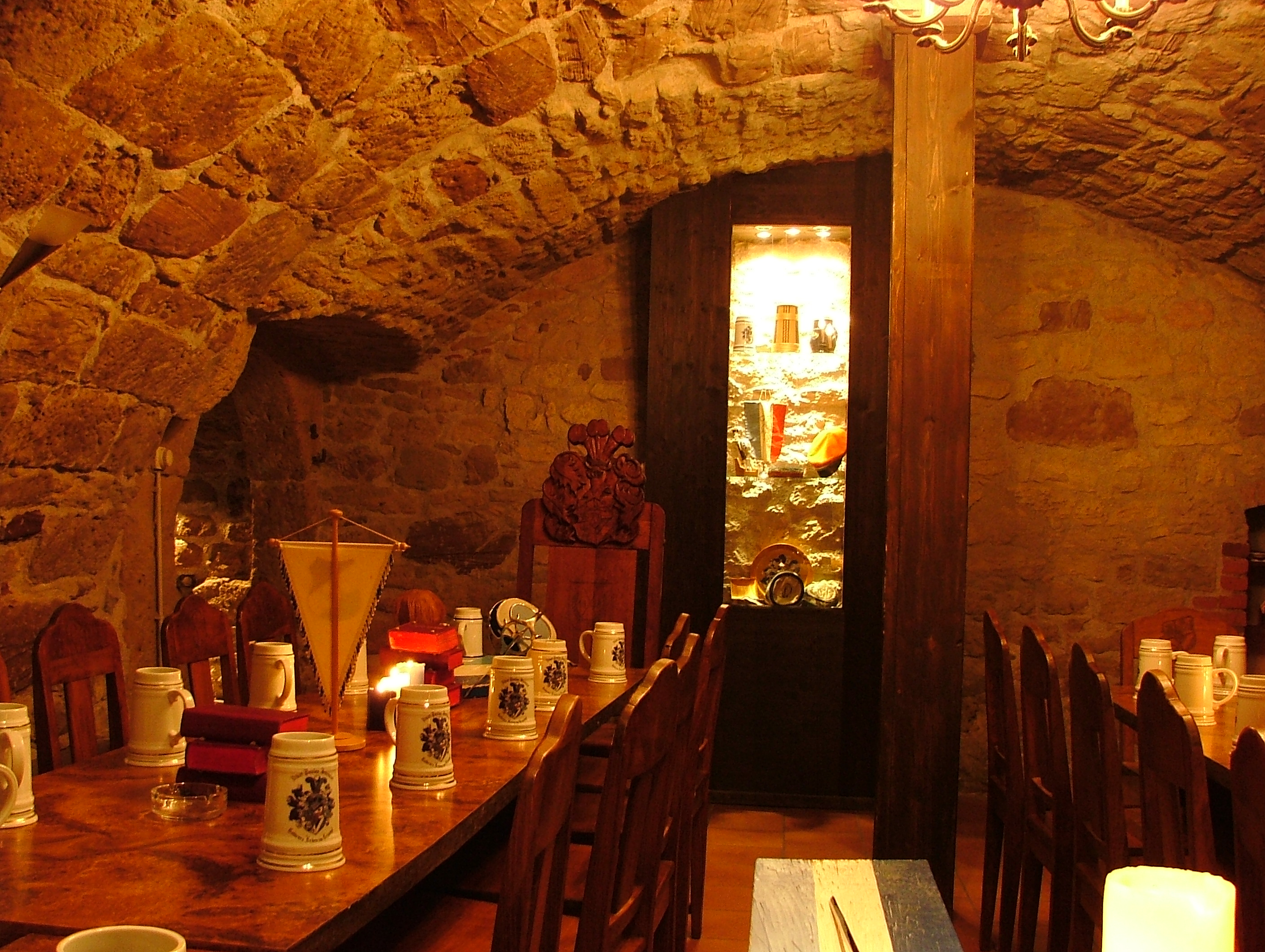
Der Gewölbekeller des Paulinerheims

Nachdem das erste „Paulinerheim“ nicht mehr zur Verfügung stand, beschloss man 1994 den Kauf der „Körnerei“ (benannt nach den Erbauern und langjährigen Besitzern Fam. Körner).
Bis 1999 erfolgte eine grundlegende Sanierung des gesamten Gebäudes. Ab der Eröffnung 1999 bietet das Gebäude 15 Studenten Studienwohnungen, darüber hinaus Gemeinschaftsräumlichkeiten.
Besonders wegen des Gewölbekellers, Teil der ehemaligen Jenaer Stadtbefestigung, gilt das Haus als eines der schönsten Verbindungshäuser Jenas.

## Bekannte Mitglieder
- Friedrich Avé-Lallemant, evangelisch-lutherischer Geistlicher und Bibliothekar
- Friedrich Christian Avé-Lallemant, Kriminalist und Schriftsteller
- Johannes Brahms, Komponist (Ehrenmitglied 1882)
- Hans von Bülow, Komponist, Pianist und Orchesterdirigent (Ehrenmitglied 1872[3])
- Otto Devrient, Schauspieler (Ehrenmitglied 1882)
- Hans-Joachim Driehaus, Jurist, ehem. Richter am Bundesverwaltungsgericht
- Jörg-Dieter Gauger, Althistoriker
- Eduard Grimm, Theologe
- Karl Julius Guyet, Geheimer Justizrat (Ehrenmitglied 1836)
- Heinrich Haeser, Pathologe, Medizinhistoriker und Hochschullehrer (Ehrenmitglied 1835)
- Erich Häßler, Kinderarzt
- Ferdinand Gotthelf Hand, Philologe (Ehrenpräside 1832)
- Karl von Hase, Theologe (Ehrenmitglied 1839[3])
- Andreas Gottlieb Hoffmann, Theologe (Ehrenmitglied 1835)
- August Klughardt, Komponist (Ehrenmitglied 1872)
- Otto König, Geheimer Kammerrat, Kammerpräsident der Fürstlich Schaumburg-Lippischen Hofkammer, Abgeordneter des Schaumburg-Lippischen Landtags
- Gerhard Kunze, Pfarrer
- Eduard Lassen, Komponist (Ehrenmitglied 1868)
- Robert Ley, Chemiker, als Reichsleiter der NSDAP Leiter der Deutschen Arbeitsfront
- Hans Lietzmann, Kirchenhistoriker und evangelischer Theologe.
- Theodor Linschmann, Pfarrer und Bibliotheksdirektor
- Florenty von Lisiecki, deutsch-polnischer Jurist und Politiker, Abgeordneter der Preußischen Nationalversammlung und Mitglied des Preußischen Abgeordnetenhauses
- Franz Liszt, Komponist  (Ehrenmitglied 1873)
- August Ludwig, evangelischer Pfarrer, Imker und Mundartdichter
- Gotthard Neumann, Prähistoriker
- Heinrich August Schott, Theologe (Ehrenmitglied 1835[3])
- Moritz Seebeck, Pädagoge, Kurator der Universität Jena (Ehrenpräside 1862)
- Wilhelm Stade, Universitätsmusikdirektor 1838–1860 (Ehrenmitglied 1863[3])
- Karl Trebitz, Pfarrer
- Pauline Viardot-García, Sängerin (Ehrenmitglied 1870)
- Karl August von Wangenheim, Jurist und Staatsminister (Ehrenmitglied 1835)
- Carl Zeiß, Mechaniker und Unternehmer
- Louis Elsner, deutscher Philosoph

## Verweise
- Website der Sängerschaft zu St. Pauli in Jena
- Instagram-Account der Sängerschaft zu St. Pauli in Jena